# 옥시타니
옥시타니(프랑스어: Occitanie)는 프랑스 남부에 위치한 레지옹으로 중심 도시는 툴루즈이며 면적은 72,724km2, 인구는 5,626,858명(2012년 기준)이다. 서쪽으로는 누벨아키텐, 북쪽으로는 오베르뉴론알프, 동쪽으로는 프로방스알프코트다쥐르, 지중해와 접하며 남쪽으로는 스페인, 안도라와 국경을 접한다. 13개 주(가르주, 로제르주, 로트주, 아리에주주, 아베롱주, 에로주, 오드주, 오트가론주, 오트피레네주, 제르주, 타른주, 타른에가론주, 피레네조리앙탈주)를 관할한다.
2016년 1월 1일을 기해 시행된 레지옹 개편에 따라 랑그도크루시용과 미디피레네가 합병되면서 신설되었다. 신설 당시에는 랑그도크루시용미디피레네(프랑스어: Languedoc-Roussillon-Midi-Pyrénées)라는 이름을 사용했다. 랑그도크루시용미디피레네 레지옹 의회는 2016년 6월 24일에 열린 회의에서 레지옹의 최종 이름을 옥시타니(Occitanie)로 결정했다.

## 데파르트망
| 코드 | 문장 1                        | 데파르트망       | 프레펙튀르 | 어원            | 인구 (2013년 기준) |
| ---- | ----------------------------- | ---------------- | ---------- | --------------- | ------------------ |
| 09   | Coat of arms of department 09 | 아리에주주       | 푸아       | 아리에주강      | 152,684            |
| 11   | Coat of arms of department 11 | 오드주           | 카르카손   | 오드강          | 364,877            |
| 12   | Coat of arms of department 12 | 아베롱주         | 로데즈     | 아베롱강        | 277,740            |
| 30   | Coat of arms of department 30 | 가르주           | 님         | 가르동강        | 733,201            |
| 31   | Coat of arms of department 31 | 오트가론주       | 툴루즈     | 가론강          | 1,298,562          |
| 32   | Coat of arms of department 32 | 제르주           | 오슈       | 제르강          | 190,276            |
| 34   | Coat of arms of department 34 | 에로주           | 몽펠리에   | 에로강          | 1,092,331          |
| 46   | Coat of arms of department 46 | 로트주           | 카오르     | 로트강          | 173,758            |
| 48   | Coat of arms of department 48 | 로제르주         | 망드       | 로제르산        | 76,607             |
| 65   | Coat of arms of department 65 | 오트피레네주     | 타르브     | 피레네          | 228,868            |
| 66   | Coat of arms of department 66 | 피레네조리앙탈주 | 페르피냥   | 피레네          | 462,705            |
| 81   | Coat of arms of department 81 | 타른주           | 알비       | 타른강          | 381,927            |
| 82   | Coat of arms of department 82 | 타른에가론       | 몽토방     | 타른강과 가론강 | 250,342            |

## 주요 도시
- 툴루즈 (466,297)
- 몽펠리에 (272,084)
- 님 (150,564)
- 페르피냥 (120,959)
- 베지에 (74,811)
- 몽토방 (57,921)
- 알비 (49,475)

## 같이 보기
- 옥시타니아
- 랑그도크루시용
- 미디피레네
- 프랑스의 레지옹